# پیمان شادمان‌فر
پیمان شادمان‌فر (زادهٔ ۲۴ دی ۱۳۵۶ - تهران) فیلم‌بردار ایرانی است و در سی و چهارمین دوره جشنواره فیلم فجر موفق به کسب سیمرغ بلورین بهترین فیلم‌برداری برای فیلم خشم و هیاهو شد.

## فیلم‌شناسی
سریال
- قورباغه (۱۳۹۹)

فیلم سینمایی

### بازیگری
- بانوی اردیبهشت (۱۳۷۶)

### مدیر فیلم‌برداری
- جنگ جهانی سوم (۱۴۰۱)
- سونامی (۱۳۹۷)
- طلا
- اتاق تاریک (۱۳۹۶)
- سوءتفاهم (۱۳۹۶)
- مغزهای کوچک زنگ زده (۱۳۹۶)
- آذر (۱۳۹۵)
- بدون تاریخ، بدون امضاء (۱۳۹۵)
- پل خواب (۱۳۹۴)
- خشم و هیاهو (۱۳۹۴)
- اعترافات ذهن خطرناک من (۱۳۹۳)
- دو (۱۳۹۳)
- سایه‌روشن (۱۳۹۲)
- شیار ۱۴۳ (۱۳۹۲)
- آسمان زرد کم عمق (۱۳۹۱)

### فیلمبردار
- فروشنده (۱۳۹۴)
- چ (۱۳۹۲)

## جوایز
| جشنواره                                 | قسمت              | نامزد          | فیلم                 | نتیجه    |
| --------------------------------------- | ----------------- | -------------- | -------------------- | -------- |
| سی و چهارمین جشنواره فیلم فجر ۱۳۹۴      | بهترین فیلم‌برداری | پیمان شادمان‌فر | خشم و هیاهو          | برنده    |
| بیستمین دوره جشن بزرگ سینمای ایران ۱۳۹۷ | بهترین فیلم‌برداری | پیمان شادمان‌فر | بدون تاریخ بدون امضا | نامزدشده |